# TT125
La tombe thébaine TT 125 est située à Cheikh Abd el-Gournah, dans la nécropole thébaine, sur la rive ouest du Nil, face à Louxor en Égypte.
C'est la sépulture de Douaouernéhéh (Dwȝ.wj-r-nḥḥ), premier héraut, surveillant du domaine d'Amon, vivant durant le règne d'Hatchepsout (XVIIIe dynastie).